# Moșteni
Moșteni est une commune du județ de Teleorman en Roumanie.